# Helina thysvillei
Helina thysvillei är en tvåvingeart som beskrevs av Zielke 1974. Helina thysvillei ingår i släktet Helina och familjen husflugor.
Artens utbredningsområde är Kongo. Inga underarter finns listade i Catalogue of Life.